# Кола, Роджерс
Роджерс Кола (фр. Rodgers Kola; 4 июля 1989, Лусака, Замбия) — замбийский футболист, нападающий клуба «Занако». Выступал в сборной Замбии.

## Клубная карьера

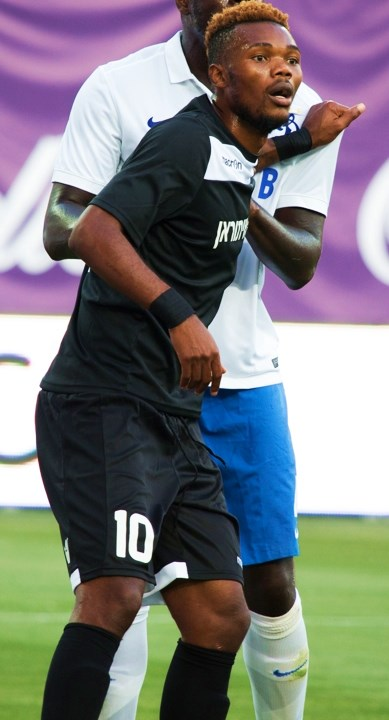
Кола в составе «Хапоэль Кирьят-Шмона»

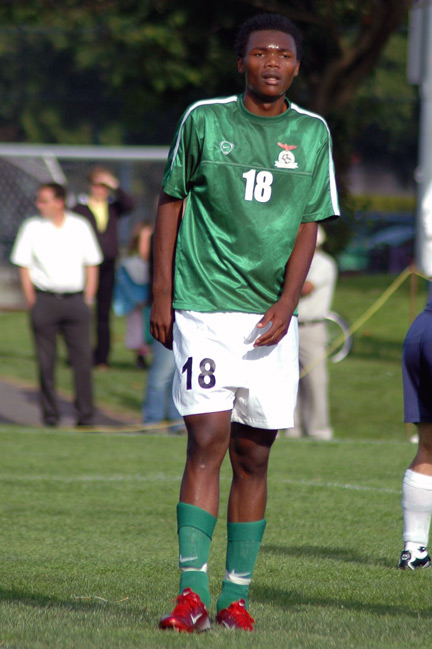
Кола в составе сборной Замбии

Летом 2008 года Кола подписал контракт со «Спартаком» из Нальчика, но из-за проблем с визой не смог выступать за российскую команду и вернулся на родину в «Занако». Он так и не дебютировал за команду и по окончании сезона уехал в ЮАР в клуб «Голден Эрроуз». 21 февраля 2009 года в матче против «Марицбург Юнайтед» Роджерс забил свой первый гол в чемпионате ЮАР.
Летом того же года Кола перешёл в израильский «Хапоэль Бней-Лод». По окончании сезона он отправился в «Хапоэль Ришон-ле-Цион». 30 августа в матче против «Маккаби Ирони» он дебютировал в Леумит лиге. 27 сентября в поединке против «Маккаби Беэр-Шива» Роджерс сделал «дубль», забив свои первые голы за команду. Забив 11 голов в 30 матчах Кола стал лучшим бомбардиром клуба в сезоне.
Летом 2011 года Роджерс перешёл в «Ашдод». 29 августа в матче против тель-авивского «Маккаби» он дебютировал в новой команде. 29 октября в поединке против «Хапоэля» из Хайфы Кола забил свой первый гол за «Ашдод». В 2012 году Роджерс перешёл в бельгийский «Гент». 12 августа в матче против «Ауд-Хеверле Лёвен» оно дебютировал в Жюпиле лиге. 9 марта 2013 года в поединке против «Генка» Роджер забил свой первый гол за новую команду. В «Генте» Кола был футболистом ротации и не часто выходил на поле в основном составе. В начале 2014 года он на правах аренды вернулся в Израиль, где стал игроком «Хапоэль Кирьят-Шмона». 14 января в матче против «Хапоэль Беэр-Шива» он дебютировал за клуб. 14 мая в поединке против «Хапоэль Беэр-Шива» Роджерс забил свой первый гол за «Кирьят-Шмона». Кола помог клубу выиграть Кубок Израиля. По окончании сезона его трансфер был выкуплен руководством израильского клуба у «Гента». 31 июля в отборочном матче Лиги Европы против московского «Динамо» Роджерс забил гол и помог «Хапоэлю» добиться ничьей в гостевом поединке.

## Международная карьера
В 2007 году Кола в составе молодёжной сборной Замбии принял участие в молодёжном чемпионате мира в Канаде. На турнире он сыграл в матчах против команд Иордании, Испании, Уругвая и Нигерии. В поединках против уругвайцев и нигерийцев Роджерс забил два гола.
В 2008 году Кола дебютировал за сборную Замбии.

## Достижения
«Хапоэль Кирьят-Шмона»
- Обладатель Кубка Израиля — 2014